# Wagner Sugamele
Wagner Sugamele (São Paulo, 1958 — Guarujá, 25 de outubro de 2016), foi um líder comunitário, despachante, jornalista e repórter de rádio e televisão. Um dos repórteres mais bem humorados da televisão brasileira, fez história cobrindo os bastidores do carnaval e vasculhando o lixo dos famosos no TV Fama da Rede TV, onde trabalhou por muito tempo entrevistando famosos. Estreou em junho de 2000, quando o programa ainda era apresentado por Paulo Bonfá e Monique Evans. Trabalhou também no A Casa é Sua e no Bom Dia Mulher, a partir de 2004.
Foi afastado e mantido na “geladeira” da emissora quando diagnosticado com Síndrome de Pânico e Depressão, o que o motivou a mover um bem-sucedido processo judicial contra a Rede TV!, quando a mesma foi obrigada a reintegrá-lo.
Por volta de 2007, foi convidado pelo jornalista Ronaldo Ruiz a ingressar na allTV, a primeira TV da Internet. Nessa nova fase, foi apresentador do programa "Paga que Eu Te Escuto", um humorístico que levava matérias de humor e picardia para a TV e Internet. 
Wagner participou do programa Jornal do Meio Ambiente, o primeiro jornal radiofônico ecológico do País, na década de 80, pela rádio Nova Eldorado AM, hoje Rádio Estadão. Ele também foi repórter de rádio, chegando a trabalhar nas rádios Capital e Rádio Record, trabalhando no programa de Kaká Siqueira. 
Sugamele ainda jovem, já lutava pelos direitos humanos e cidadania do bairro do Cambuci. Foi criador do troféu Porcolino em 1987, em defesa da preservação da cidade de SP e do patrimônio histórico da metrópole, onde cabia premiar com o respectivo troféu, o político que mais sujava as ruas na época de eleições.
O jornalista, radialista, ambientalista e ativista comunitário, Wagner Sugamele faleceu vítima de infarto fulminante no Guarujá, no dia 25 de outubro de 2016.